# Amanda Pajus
Amanda Julia Lisa Pajus, född 2 juli 1999, är en svensk barnskådespelerska.  
Hon har medverkat i både långfilmer och kortfilmer, mest känd är hon dock som Maja i trilogin om LasseMajas detektivbyrå. Hon började sin karriär som skådespelerska när hon var nio år gammal.
Pajus var även med i en kortfilm som heter "Clownjävel".

## Filmografi
- 2013 - Lasse-Majas detektivbyrå – von Broms hemlighet
- 2014 - Lasse-Majas detektivbyrå – Skuggor över Valleby
- 2015 - Lasse-Majas detektivbyrå – Stella Nostra